# خاوی مارتینز (بازیکن فوتبال زاده ۱۹۹۹)
خاوی مارتینز (انگلیسی: Javi Martínez؛ زادهٔ ۲۲ دسامبر ۱۹۹۹) بازیکن فوتبال اهل اسپانیا است.
از باشگاه‌هایی که در آن بازی کرده‌است می‌توان به باشگاه فوتبال اوساسونا اشاره کرد.